# Uddevalla (gemeente)
Uddevalla is een Zweedse gemeente en stad in de provincie Västra Götalands län en heeft 50.016 inwoners (gegevens 2004). De stad Uddevalla heeft 29.810 inwoners (2000).

## Plaatsen
- Uddevalla
- Ljungskile
- Herrestad
- Sunningen
- Ammenäs
- Fagerhult
- Hogstorp
- Utby
- Berg, Skogen en Kamperöd
- Buslätt
- Grinneröd
- Berg
- Backa
- Eriksberg
- Ekholma
- Lanesund och Överby